# Vidalia langatensis
Vidalia langatensis är en tvåvingeart som beskrevs av Chua 2000. Vidalia langatensis ingår i släktet Vidalia och familjen borrflugor. Inga underarter finns listade i Catalogue of Life.